# Luitré-Dompierre
Luitré-Dompierre é uma comuna francesa na região administrativa da Bretanha, no departamento de Ille-et-Vilaine. Estende-se por uma área de 38.83 km². Em 2010 a comuna tinha 1 860 habitantes (densidade: 47,9 hab./km²).
Foi criada em 1 de janeiro de 2019, após a fusão das antigas comunas de Luitré (sede) e Dompierre-du-Chemin.